# ケロパック
『ケロパック』は、平原綾香の22枚目のシングル。

## 概要
表題曲「ケロパック」は、ピョートル・チャイコフスキー作曲のバレエ音楽『くるみ割り人形』の一曲「トレパック」をアレンジした楽曲であり、角川映画『超劇場版ケロロ軍曹 誕生!究極ケロロ 奇跡の時空島であります!!』主題歌となっている。平原がタイアップを依頼された経緯は、デビュー曲「Jupiter」のヒットにより平原がスポーツ紙にて「宇宙の歌姫」と紹介されていたことで、ケロロが平原を宇宙人だと勘違いし、力を合わせて地球を侵略するため劇場版の主題歌を歌ってほしいと平原にラブコールを送った、というものである。これを受けてBARKSの記事では本CDを「地球（ペコポン）侵略用CD」と紹介している。平原にとって「トレパック」は、クラシックバレエを習っていた時に最後のステージで踊った曲ということで思い入れの強い曲であり、タイアップの依頼が来た時にすぐに同曲が浮かんだという。
「ケロパック」の歌詞は平原が同映画の絵コンテを見ながら作詞しており、友人家族の大切さ、大切なこと、諦めないことについて書いたものである。「ケロロがいつも教えてくれることを歌詞にした」と平原は語っている。また、初めて早口言葉などを盛り込んだ新しい方法の表現にも挑戦しており、「これまでの彼女のクラシックカバーになかったコミカルな曲調に仕上がっている」とナタリーの記事では評されている。
カップリング曲の「Spain」はアメリカのピアニストであるチック・コリアの「スペイン」をカバーした楽曲である。編曲としてクレジットされている岡田治郎は平原の大学の師であり、楽曲のベースを担当している。本曲が誕生したのは、岡田に薦められたアルバム『PLAY』に収録されていた「スペイン」を気に入った平原が岡田にカバーを提案したことがきっかけであり、平原は同曲でボイスパーカッションに挑戦している。ボイスパーカッションについて平原は、ファンクラブイベントで隠し芸を披露したくて挑戦したと語っている。
「Spain」を本シングルに収録した理由について、平原は2つ語っている。1つはファンクラブイベントにて、ある子供にボイスパーカッションのやり方について質問されたことで、『ケロロ軍曹』を観ている子供たちが聴けばボイスパーカッションに興味を持つのではないか、と思ったためである。もう1つは、「スペイン」の冒頭に「アランフエス協奏曲」のフレーズが用いられており、同じくクラシックとのつながりがある「ケロパック」のカップリングとしてふさわしいのではないかと思ったためである。
CDの初回生産分の巻帯ステッカーには、平原自身をモチーフにしたケロン人キャラクター「ヒララ」が描かれている。この「ヒララ」は、のちに映画の原作である漫画『ケロロ軍曹』の第169話（第21巻に収録）にも登場している。
原作漫画第29巻第250話では、『超劇場版ケロロ軍曹 誕生!究極ケロロ 奇跡の時空島であります!!』(正確には上記第169話)の後日談が描かれ、「ケロパック」の歌詞も載せられている。

## 収録曲
1. ケロパック〜バレエ組曲「くるみ割り人形」より トレパック（ロシアの踊り）〜
  - 作詞：平原綾香／作曲：Pyotr Ilyich Tchaikovsky／編曲：坂本昌之
2. Spain <Bunkamura Studio Live Recording>
  - 作曲：Chick Corea／編曲：岡田治郎
3. ケロパック <HIRARA Remix @ ケロン星>
  - 編曲：平沢敦士
4. ケロパック <Vocal-less Track>